# روبرتو جانيت
روبرتو جانيت هو رامي مطرقة كوبي، ولد في 29 أغسطس 1986 في سانتياغو دي كوبا في كوبا.

## وصلات خارجية
- روبرتو جانيت على موقع الاتحاد الدولي لألعاب القوى (الإنجليزية)
- روبرتو جانيت على موقع أوليمبيديا (الإنجليزية)